# Albi di Dylan Dog (2000)
Albi del fumetto Dylan Dog pubblicati nel 2000
| Nr. | Titolo                         | Mese di pubblicazione | Soggetto                       | Sceneggiatura       | Disegni              | Copertina    |
| --- | ------------------------------ | --------------------- | ------------------------------ | ------------------- | -------------------- | ------------ |
| 160 | Il Druido                      | gennaio               | Pasquale Ruju                  | Pasquale Ruju       | Giovanni Freghieri   | Angelo Stano |
| 161 | Il sorriso dell'Oscura Signora | febbraio              | Tiziano Sclavi                 | Tiziano Sclavi      | Nicola Mari          | Angelo Stano |
| 162 | Il dio prigioniero             | marzo                 | Pasquale Ruju                  | Pasquale Ruju       | Daniele Bigliardo    | Angelo Stano |
| 163 | Il mondo perfetto              | aprile                | Paola Barbato & Tiziano Sclavi | Tiziano Sclavi      | Corrado Roi          | Angelo Stano |
| 164 | La Donna Urlante               | maggio                | Pasquale Ruju                  | Pasquale Ruju       | Montanari & Grassani | Angelo Stano |
| 165 | L'isola dei cani               | giugno                | Mauro Boselli                  | Mauro Boselli       | Giampiero Casertano  | Angelo Stano |
| 166 | Sopravvivere all'Eden          | luglio                | Pasquale Ruju                  | Pasquale Ruju       | Ugolino Cossu        | Angelo Stano |
| 167 | Medusa                         | agosto                | Paola Barbato                  | Paola Barbato       | Bruno Brindisi       | Angelo Stano |
| 168 | Il fiume dell'oblio            | settembre             | Michele Medda                  | Michele Medda       | Maurizio Di Vincenzo | Angelo Stano |
| 169 | Lo specchio dell'anima         | ottobre               | Paola Barbato                  | Paola Barbato       | Nicola Mari          | Angelo Stano |
| 170 | La Piccola Morte               | novembre              | Pasquale Ruju                  | Pasquale Ruju       | Corrado Roi          | Angelo Stano |
| 171 | Possessione diabolica          | dicembre              | Claudio Chiaverotti            | Claudio Chiaverotti | Giovanni Freghieri   | Angelo Stano |

## Il Druido
Ad Ancient Rock si aggira il Druido, un sacerdote che compie strani riti comprensivi di sacrifici umani per ottenere terreni fertili e raccolti prosperosi. Marlon Ashbee assume così Dylan Dog affinché catturi questo assassino.

## Il sorriso dell'Oscura Signora
Angel Claydon incarica Dylan Dog di indagare su suo padre Jarvis. La ragazza è infatti convinta che l'uomo, importante politico e uomo d'affari, si stia facendo plagiare nelle sue scelte da Loreen Dulak, una sedicente medium.
- In questo episodio appare Jackal, il serial killer ucciso a causa di uno strano incidente nel numero 10 "Attraverso Lo Specchio".

## Il dio prigioniero
Jody è una bambina che ha il potere di parlare con gli animali. Viene così contattata da un mostro marino che le chiede aiuto, l'incredibile e maggior attrazione di Neptuneland, il nuovo parco acquatico della città. La bambina si rivolgerà così a Dylan Dog affinché la aiuti a liberarlo.

## Il mondo perfetto
A seguito di un incidente Dylan Dog perde la memoria. Ora è Rupert Donegal, fratello della piccola Joy e fidanzato di Loren. Nonostante viva in un mondo perfetto creato per lui, a Dylan pian piano la memoria ritorna tramutando la perfezione creata dalla bambina in un incubo.

## La Donna Urlante
Celia Kendrick è una scultrice che decide di dedicare tutta se stessa sulla sua ultima creazione. Quando però la Donna Urlante, questo il nome della scultura, prende vita ed inizia ad uccidere, interverrà Dylan Dog per cercare di fermarla.

## L'isola dei cani
Il pirata Brooke, condannato ad impiccagione nel 1703, è tornato dall'Inferno in cerca di vendetta. Dylan Dog dovrà scoprire lo strano nesso che collega la leggendaria Isola Nera ai nuovi quartieri di Londra, ma soprattutto cosa è nascosto all'interno del caveau della banca Hoskins, Hoskins & Wayne.

## Sopravvivere all'Eden
I figli di John Peel si rivolgono a Dylan Dog convinti che l'uomo non si sia suicidato, ma sia stato ucciso da una strana creatura. John viveva a Serenity, un paese perfetto della periferia di Londra creato dal dottor Jason Westwood. In questo paese non esiste la criminalità, ma Dylan cercherà di scoprire se le cose stanno realmente così. 

## Medusa
La famosa archeologa Elly Edelgase è convinta di aver rinvenuto, durante una delle sue ricerche, la celebre Medusa, una delle tre Gorgoni, col potere di pietrificare chiunque la guardasse negli occhi secondo la mitologia greca. Dylan Dog cercherà di verificare l'autenticità della scoperta, in seguito alla morte dei colleghi dell'archeologa.

## Il fiume dell'oblio
Seymour Zaplowsky è una persona che ha strane visioni riguardanti la morte di persone a lui sconosciute. Una delle sue visioni porterà al ritrovamento dell'ultima vittima del Tagliatore di Teste, a questo punto Dylan Dog, inizialmente scettico sulle visioni dell'uomo, accetterà di indagare.

## Lo specchio dell'anima
Per ottenere che la cospicua eredità del defunto Brighton Whitaker, brillante e ricco scrittore, vada in beneficenza, Dylan Dog deve accettare di passare un mese all'interno dell'abitazione dove viveva lo scrittore. Lentamente Dylan inizierà a vestirsi e comportarsi come Joe Montero, uno spietato serial killer protagonista dei libri di Whitaker, fino ad immedesimarsi completamente nella sua controparte.

## La Piccola Morte
Sacha Dagerov riesce a fuggire da una base militare russa in cui era rinchiuso. Inizia così la sua ricerca di Pearl Dee, una ragazzina che come lui è dotata di grandissimi poteri ESP, nonché unica sopravvissuta del progetto Little Death. Dylan Dog avrà così di nuovo a che fare con l'incredibile bambina, ormai cresciuta.
- Questo albo è il seguito del numero 135 Scanner.

## Possessione diabolica
Kay Harrison, affascinante astronauta, è convinta di essere posseduta dal diavolo in seguito ad un incidente avvenuto durante una missione spaziale. L'ex schermidore Valus Grant cercherà di fare in modo che Dylan uccida la donna.